# Jussi Kekkonen
Uuno Johannes (Jussi) Kekkonen (født 30. september 1910 i Iisalmi, død 1. april 1962 i Loviisa) var finsk major og direktør. Han var yngre bror til Finlands præsident Urho Kekkonen. Jussi Kekkonen deltog i kampene under Vinterkrigen i retning mod Kuhmo, men blev blind efter at være såret i den tidlige fase af Fortsættelseskrigen.
Kekkonen fik sin militære uddannelse ved kadetskolen i begyndelsen af 1930-erne og gjorde tjeneste som officer ved grænsetropperne i Kuhmo.

## Vinterkrigen
I oktober 1939 blev der dannet en speciel "bataljon 14" (Erillinen Pataljoona 14) under kommando af oberstløjtnant Frans Ilomäki ved Jämäs-kasernen, som var kommandopost for Kuhmo-grænsetropperne. Løjtnant Jussi Kekkonen var leder af bataljonens 2. kompagni. Ved udbruddet af Vinterkrigen gjorde Kekkonens kompagni tjeneste ved befæstningsarbejder i Kalliojoki. Antalsmæssigt overlegne sovjetiske styrker angreb en finsk styrke på kun 50 mand ved Lammasperä, og Kekkonens bataljon blev sendt dertil som forstærkning. Finnerne var i færd med at opgive deres stillinger ved Vääräjoki, da Kekkonen ledede et modangreb, som begyndte 6. december 1939. Vääräjoki -stillingerne blev genindtaget, og russerne trak sig tilbage bag Vääräjoki. Frontstyrkerne befandt sig nu i Vääräjoki og forsvarslinjen ved Tyrävaara. Et nyt russisk angreb den 12. december bragte dem frem til de åbne marker ved Tyrävaara.
Kekkonens gruppe på 270 mænd angreb de russiske befæstninger juleaften 1939. Efter få timers kamp begyndte russerne at trække sig tilbage mod grænsen og lagde sig i stilling ved Hukkajärvi. Med en gruppe på 150 mænd ødelagde Kekkonen den 28. december resterne af den russiske bataljon, som stadig var blevet tilbage ved Kiekinniemi efter den russiske tilbagetrækning.
Kekkonens kompagni koncentrerede sig om at sikre Kiekinkoski-området i perioden fra januar til marts 1940. Gruppen deltog endvidere i militært efterretningsarbejde og var involveret i træfninger rettet mod vejen Rasti-Saunajärvi-Riihivaara.

## Fortsættelseskrigen
Efter at være forfremmet til kaptajn, da Fortsættelseskrigen indledtes i sommeren 1941, gjorde Jussi Kekkonen tjeneste som chef for Kuhmo-grænsestyrkerne i Rukajärvi. Miinoa-gruppen (Osasto Miinoa) under Kekkonens ledelse gik over grænsen og erobrede landsbyerne Miinoa og Luvajärvi med få tab. Næste mål var byen Kiimasjärvi, hvor det var kendt, at russerne var i stilling. Kekkonen forsøgte at rykke frem med tre bataljoner og to maskingeværer., men nær byen stødte angriberne ind i befæstede russiske stillinger og kunne ikke erobre byen. Russerne angreb gruppen i ryggen, og den var nødsaget til at trække sig tilbage. Det endte med et egentligt tilbagetog, og gruppen splittedes, da Kekkonen blev alvorligt såret ved et russisk baghold. Kekkonen og hans adjudant blev fundet ved et lejrbål, da området blev gennemsøgt om aftenen, og Kekkonen blev med fly overført fra Luvajärvi til felthospitalet i Kuhmo. Det viste sig, at hans øjne var ramt, og hans syn stod ikke til at redde.
Løjtnant Taskinen, der efterfulgte Kekkonen som chef for grænsetropperne, flyttede dem til stillinger langs floden vest for byen Luvajärvi. En uge efter ankom Lieksa-grænsestyrken under anførsel af kaptajn Seitamo . Angrebet på Kiimasjärvi blev genoptaget, men alle forsøg på at indtage den stærkt befæstede by mislykkedes, indtil russerne selv forlod den, da de truedes bagfra af finske tropper, der kom ad Rukajärvi-vejen. Før russerne forlod byen, satte de den i brand.

## Efter krigen
Efter at være blevet såret og mistet synet permanent blev Kekkonen forfremmet til major. Efter krigen blev han direktør for shipping-selskabet Ragnar Nordström i Loviisa. Jussi Kekkonen døde i foråret 1962 og blev begravet på den militære heltekirkegård i Kajaani.